# Anomis punctulata
Anomis punctulata là một loài bướm đêm trong họ Erebidae.